# Banjar Negeri (Gunung Alip)
Banjar Negeri is een bestuurslaag in het regentschap Tanggamus van de provincie Lampung, Indonesië. Banjar Negeri telt 3250 inwoners (volkstelling 2010).